# Ben (skelett)

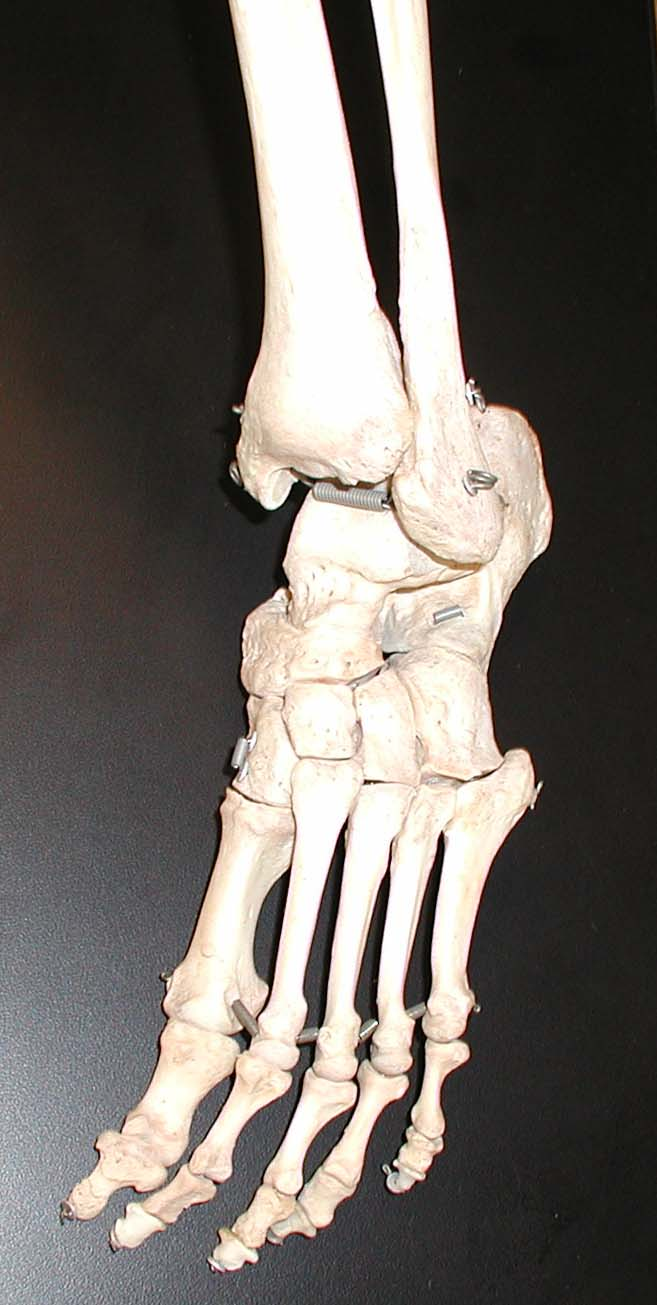
Ben i en människas fot.

Ett ben är en fast del av skelettet, som består av benvävnad. Ben kan bildas på två sätt, genom direkt benbildning eller indirekt benbildning.
Det största benet hos människan är lårbenet (latin: femur) och det minsta är stigbygeln (stapes).

## Olika typer av ben

### Rörben
Rörben är cylinderformade ben som innehåller benmärg.

### Platta ben
Platta ben är släta ben, som till exempel skulderblad, bröstben och bäcken samt flertalet av skallbenen i kranium. Dessa saknar benmärg, och har oftast en skyddande funktion.